# Dolores (Copán)
Dolores é um município de Honduras, localizado no departamento de Copán.